# Liste des médaillées féminines aux Championnats du monde de judo
Cet article liste l'ensemble des médaillées féminines aux Championnats du monde de judo depuis la première édition de cette compétition en 1980.

## Poids super-légers
Depuis 1980, la catégorie des poids super-légers est réservée aux moins de 48 kg.
| Édition | Or                      | Argent                | Bronze                                  |
| ------- | ----------------------- | --------------------- | --------------------------------------- |
| 1980    | Jane Bridge             | Anna de Novellis      | Marie-France Colignon Mary Lewis        |
| 1982    | Karen Briggs            | Marie-France Colignon | Jola Bink Hitomi Nakahara               |
| 1984    | Karen Briggs            | Marie-France Colignon | Darlene Anaya Julie Reardon             |
| 1986    | Karen Briggs            | Fumiko Esaki          | Fabienne Boffin Zhong Yum Li            |
| 1987    | Zhong Yum Li            | Fumiko Esaki          | Yu Ping Chou Jessica Gal                |
| 1989    | Karen Briggs            | Fumiko Esaki          | Jessica Gal Cécile Nowak                |
| 1991    | Cécile Nowak            | Karen Briggs          | Ryoko Tamura Legna Verdecia             |
| 1993    | Ryoko Tani              | Aiyue Li              | Joyce Heron Giovanna Tortora            |
| 1995    | Ryoko Tani              | Aiyue Li              | Małgorzata Roszkowska Amarilis Savon    |
| 1997    | Ryoko Tani              | Amarilis Savon        | Monika Kurath Suk Pae Tong              |
| 1999    | Ryoko Tani              | Amarilis Savon        | Anna Maria Gradante Sarah Nichilo-Rosso |
| 2001    | Ryoko Tani              | Kyong Ok Ri           | Danieska Carrion Giuseppina Macrì       |
| 2003    | Ryoko Tani              | Frédérique Jossinet   | Danieska Carrion Neşe Şensoy            |
| 2005    | Yanet Bermoy            | Frédérique Jossinet   | Alina Dumitru Soraya Haddad             |
| 2007    | Ryoko Tani              | Yanet Bermoy          | Frédérique Jossinet Alina Dumitru       |
| 2009    | Tomoko Fukumi           | Oiana Blanco          | Frédérique Jossinet Chung Jung-Yeon     |
| 2010    | Haruna Asami            | Tomoko Fukumi         | Alina Dumitru Sarah Menezes             |
| 2011    | Haruna Asami            | Tomoko Fukumi         | Éva Csernoviczki Sarah Menezes          |
| 2013    | Urantsetseg Munkhbat    | Haruna Asami          | Sarah Menezes Charline Van Snick        |
| 2014    | Ami Kondō               | Paula Pareto          | Amandine Buchard Maria Celia Laborde    |
| 2015    | Paula Pareto            | Haruna Asami          | Jeong Bo-kyeong Ami Kondō               |
| 2017    | Funa Tonaki             | Urantsetseg Munkhbat  | Ami Kondō Otgontsetseg Galbadrakh       |
| 2018    | Daria Bilodid           | Funa Tonaki           | Otgontsetseg Galbadrakh Paula Pareto    |
| 2019    | Daria Bilodid           | Funa Tonaki           | Urantsetseg Munkhbat Distria Krasniqi   |
| 2021    | Natsumi Tsunoda         | Wakana Koga           | Urantsetseg Munkhbat Julia Figueroa     |
| 2022    | Natsumi Tsunoda         | Katharina Menz        | Assunta Scutto Abiba Abuzhakynova       |
| 2023    | Natsumi Tsunoda         | Shirine Boukli        | Wakana Koga Assunta Scutto              |
| 2024    | Bavuudorjiin Baasankhüü | Assunta Scutto        | Abiba Abuzhakynova Tara Babulfath       |

## Poids mi-légers
Depuis 1980, la catégorie des poids mi-légers est réservée aux moins de 52 kg.
| Édition | Or                   | Argent             | Bronze                                |
| ------- | -------------------- | ------------------ | ------------------------------------- |
| 1980    | Edith Hrovat         | Kaori Yamaguchi    | Pascale Doger Bridgette McCarthy      |
| 1982    | Loretta Doyle        | Kaori Yamaguchi    | Christina-Ann Boyd Pascale Doger      |
| 1984    | Kaori Yamaguchi      | Edith Hrovat       | Christina-Ann Boyd Joanna Majdan      |
| 1986    | Dominique Brun       | Kaori Yamaguchi    | Ok Kyoung-sook Sharon Rendle          |
| 1987    | Sharon Rendle        | Kaori Yamaguchi    | Dominique Brun Alessandra Giungi      |
| 1989    | Sharon Rendle        | Alessandra Giungi  | Cho Min-sun Maritza Perez Cardenas    |
| 1991    | Alessandra Giungi    | Sharon Rendle      | Maritza Perez Cardenas Mutsumi Ueda   |
| 1993    | Legna Verdecia       | Almudena Muñoz     | Cécile Nowak Wakaba Suzuki            |
| 1995    | Marie-Claire Restoux | Carolina Mariani   | Sharon Rendle Legna Verdecia          |
| 1997    | Marie-Claire Restoux | Kye Sun-hui        | Nicole Flagothier Hyun Sook-hee       |
| 1999    | Noriko Narazaki      | Legna Verdecia     | Kye Sun-hui Marie-Claire Restoux      |
| 2001    | Kye Sun-hui          | Raffaella Imbriani | Yuxiang Liu Legna Verdecia            |
| 2003    | Amarilis Savon       | Annabelle Euranie  | Raffaella Imbriani Yuki Yokosawa      |
| 2005    | Li Ying              | Yuki Yokosawa      | An Kum-ae Telma Monteiro              |
| 2007    | Junjie Shi           | Telma Monteiro     | An Kum-ae Yuka Nishida                |
| 2009    | Misato Nakamura      | Yanet Bermoy       | Romy Tarangul Ana Carrascosa          |
| 2010    | Yuka Nishida         | Misato Nakamura    | Natalia Kuzyutina Bundmaa Munkhbaatar |
| 2011    | Misato Nakamura      | Yuka Nishida       | Ana Carrascosa Andreea Chiţu          |
| 2013    | Majlinda Kelmendi    | Erika Miranda      | Yuki Hashimoto Mareen Kraeh           |
| 2014    | Majlinda Kelmendi    | Andreea Chițu      | Natalia Kuzyutina Érika Miranda       |
| 2015    | Misato Nakamura      | Andreea Chițu      | Érika Miranda Darya Skrypnik          |
| 2017    | Ai Shishime          | Natsumi Tsunoda    | Natalia Kuzyutina Érika Miranda       |
| 2018    | Uta Abe              | Ai Shishime        | Érika Miranda Amandine Buchard        |
| 2019    | Uta Abe              | Natalia Kuzyutina  | Majlinda Kelmendi Ai Shishime         |
| 2021    | Ai Shishime          | Ana Pérez Box      | Fabienne Kocher Gefen Primo           |
| 2022    | Uta Abe              | Chelsie Giles      | Distria Krasniqi Amandine Buchard     |
| 2023    | Uta Abe              | Diyora Keldiyorova | Amandine Buchard Odette Giuffrida     |
| 2024    | Odette Giuffrida     | Diyora Keldiyorova | Amandine Buchard Mascha Ballhaus      |

## Poids légers
Depuis 1999, la catégorie des poids légers est réservée aux moins de 57 kg. Avant cela, de 1980 à 1997, seules les moins de 56 kg pouvaient participer.
| Édition | Or                    | Argent              | Bronze                                       |
| ------- | --------------------- | ------------------- | -------------------------------------------- |
| 1980    | Gerda Winklbauer      | Marie-Paule Panza   | Loretta Doyle Jeannine Meulemans             |
| 1982    | Béatrice Rodriguez    | Suzanne Williams    | Eve Aronoff Diane Bell                       |
| 1984    | Anne-Marie Rousey     | Suzanne Williams    | Catherine Arnaud Gerda Winklbauer            |
| 1986    | Ann Hughes            | Maria Gontowicz     | Chita Gross Béatrice Rodriguez               |
| 1987    | Catherine Arnaud      | Suzanne Williams    | Ann Hughes Regina Philips                    |
| 1989    | Catherine Arnaud      | Ann Hughes          | Miriam Blasco Sun Yong Chung                 |
| 1991    | Miriam Blasco         | Nicole Flagothier   | Nicola Fairbrother Zhong Yum Li              |
| 1993    | Nicola Fairbrother    | Chiyori Tateno      | Jessica Gal Driulys Gonzales                 |
| 1995    | Driulys Gonzales      | Sung Yong Jung      | Filipa Cavalleri Danielle Zangrando          |
| 1997    | Isabel Fernandez      | Driulys Gonzales    | Magali Baton Chiyori Tateno                  |
| 1999    | Driulys Gonzales      | Isabel Fernandez    | Jessica Gal Michaela Vernerová               |
| 2001    | Yurisleidy Lupetey    | Deborah Gravenstijn | Isabel Fernandez Kie Kusakabe                |
| 2003    | Sun Hui Kye           | Yvonne Bönisch      | Deborah Gravenstijn Yurisleidy Lupetey       |
| 2005    | Sun Hui Kye           | Yvonne Bönisch      | Khishigbatyn Erdenet-Od Sabrina Filzmoser    |
| 2007    | Sun Hui Kye           | Isabel Fernández    | Bernadett Baczkó Aiko Sato                   |
| 2009    | Morgane Ribout        | Telma Monteiro      | Hedvig Karakas Kifayat Gasimova              |
| 2010    | Kaori Matsumoto       | Telma Monteiro      | Iouliétta Boukouvála Sabrina Filzmoser       |
| 2011    | Aiko Sato             | Rafaela Silva       | Corina Căprioru Kaori Matsumoto              |
| 2013    | Rafaela Silva         | Marti Malloy        | Vlora Bedeti Miryam Roper                    |
| 2014    | Nae Udaka             | Telma Monteiro      | Automne Pavia Sanne Verhagen                 |
| 2015    | Kaori Matsumoto       | Corina Căprioriu    | Dorjsürengiin Sumiyaa Automne Pavia          |
| 2017    | Dorjsürengiin Sumiyaa | Tsukasa Yoshida     | Hélène Receveaux Nekoda Smythe-Davis         |
| 2018    | Tsukasa Yoshida       | Nekoda Smythe-Davis | Christa Deguchi Dorjsürengiin Sumiyaa        |
| 2019    | Christa Deguchi       | Tsukasa Yoshida     | Julia Kowalczyk Rafaela Silva                |
| 2021    | Jessica Klimkait      | Momo Tamaoki        | Nora Gjakova Theresa Stoll                   |
| 2022    | Rafaela Silva         | Haruka Funakubo     | Lkhagvatogoogiin Enkhriilen Jessica Klimkait |
| 2023    | Christa Deguchi       | Haruka Funakubo     | Lkhagvatogoogiin Enkhriilen Jessica Klimkait |
| 2024    | Huh Mi-mi             | Christa Deguchi     | Jessica Klimkait Momo Tamaoki                |

## Poids mi-moyens
Depuis 1999, la catégorie des poids mi-moyens est réservée aux moins de 63 kg. Avant cela, de 1980 à 1997, seules les moins de 61 kg pouvaient participer.
| Édition | Or                   | Argent                      | Bronze                                |
| ------- | -------------------- | --------------------------- | ------------------------------------- |
| 1980    | Anita Staps          | Laura di Toma               | Ingrid Berg Martine Rottier           |
| 1982    | Martine Rottier      | Inger Lise Solheim          | Jeannine Peeters Gabriele Ritschel    |
| 1984    | Natasha Hernández    | Chantal Han                 | Kaori Hachinobe Martine Rottier       |
| 1986    | Diane Bell           | Céline Géraud               | Ryoko Fujimoto Donna Guy              |
| 1987    | Diane Bell           | Lynn Roethke                | Noriko Mochida Boguslawa Olechnowisz  |
| 1989    | Catherine Fleury     | Ielena Petrova              | Takako Kobayashi Gabriele Ritschel    |
| 1991    | Frauke Eickhoff      | Diane Bell                  | Yael Arad Catherine Fleury            |
| 1993    | Gella van de Caveye  | Yael Arad                   | Diane Bell Daima Beltran              |
| 1995    | Sung Sook Jung       | Jennifer Gal                | Catherine Fleury Gella van de Caveye  |
| 1997    | Séverine Vandenhende | Gella van de Caveye         | Sara Álvarez Sung Sook Jung           |
| 1999    | Keiko Maeda          | Gella van de Caveye         | Sara Álvarez Karen Roberts            |
| 2001    | Gella van de Caveye  | Sara Álvarez                | Anaisis Hernández Ayumi Tanimoto      |
| 2003    | Daniela Krukower     | Driulys Gonzalez            | Ylenia Scapin Anna Von Harnier        |
| 2005    | Lucie Décosse        | Ayumi Tanimoto              | Driulys Gonzalez Urška Žolnir         |
| 2007    | Driulis González     | Lucie Décosse               | Elisabeth Willeboordse Ayumi Tanimoto |
| 2009    | Yoshie Ueno          | Elisabeth Willeboordse      | Claudia Malzahn Alice Schlesinger     |
| 2010    | Yoshie Ueno          | Miki Tanaka                 | Ramila Yusubova Yaritza Abel          |
| 2011    | Gévrise Emane        | Yoshie Ueno                 | Anicka van Emden Urška Žolnir         |
| 2013    | Yarden Gerbi         | Clarisse Agbegnenou         | Gévrise Emane Anicka Van Emden        |
| 2014    | Clarisse Agbegnenou  | Yarden Gerbi                | Tina Trstenjak Miku Tashiro           |
| 2015    | Tina Trstenjak       | Clarisse Agbegnenou         | Miku Tashiro Munkhzaya Tsedevsuren    |
| 2017    | Clarisse Agbegnenou  | Tina Trstenjak              | Mungunchimeg Baldorj Agata Ozdoba     |
| 2018    | Clarisse Agbegnenou  | Miku Tashiro                | Tina Trstenjak Juul Franssen          |
| 2019    | Clarisse Agbegnenou  | Miku Tashiro                | Martyna Trajdos Juul Franssen         |
| 2021    | Clarisse Agbegnenou  | Andreja Leški               | Anja Obradović Sanne Vermeer          |
| 2022    | Megumi Horikawa      | Catherine Beauchemin-Pinard | Manon Deketer Bárbara Timo            |
| 2023    | Clarisse Agbegnenou  | Andreja Leški               | Szofi Özbas Joanne van Lieshout       |

## Poids moyens
Depuis 1999, la catégorie des poids moyens est réservée aux moins de 70 kg. Avant cela, de 1980 à 1997, seules les moins de 66 kg pouvaient participer.
| Édition | Or                   | Argent               | Bronze                             |
| ------- | -------------------- | -------------------- | ---------------------------------- |
| 1980    | Edith Simon          | Dawn Netherwood      | Christine Penick Catherine Pierre  |
| 1982    | Brigitte Deydier     | Karin Krueger        | Heidi Anderson Anita Staps         |
| 1984    | Brigitte Deydier     | Irene de Kok         | Shinobu Kandori Dawn Netherwood    |
| 1986    | Brigitte Deydier     | Elisabeth Karlsson   | Alexandra Schreiber Anita Staps    |
| 1987    | Alexandra Schreiber  | Brigitte Deydier     | Roswitha Hartl Hikari Sasaki       |
| 1989    | Emanuela Pierantozzi | Hikari Sasaki        | Claire Lecat Odalis Revé           |
| 1991    | Emanuela Pierantozzi | Odalis Revé          | Ryoko Fujimoto Kate Howey          |
| 1993    | Cho Min-sun          | Liliko Ogasawara     | Odalis Revé Di Zhang               |
| 1995    | Cho Min-sun          | Odalis Revé          | Liliko Ogasawara Aneta Szczepanska |
| 1997    | Kate Howey           | Anja von Rekowski    | Cho Min-sun Emanuela Pierantozzi   |
| 1999    | Sibelis Veranes      | Ulla Werbrouck       | Kate Howey Ylenia Scapin           |
| 2001    | Masae Ueno           | Kate Howey           | Regia Leyen Ulla Werbrouck         |
| 2003    | Masae Ueno           | Regla Zulueta        | Annett Böhm Edith Bosch            |
| 2005    | Edith Bosch          | Gévrise Émane        | Cathérine Jacques Raša Sraka       |
| 2007    | Gévrise Émane        | Ronda Rousey         | Ylenia Scapin Anett Mészáros       |
| 2009    | Yuri Alvear          | Anett Mészáros       | Houda Miled Mina Watanabe          |
| 2010    | Lucie Décosse        | Anett Mészáros       | Raša Sraka Yoriko Kunihara         |
| 2011    | Lucie Décosse        | Edith Bosch          | Yoriko Kunihara Anett Mészáros     |
| 2013    | Yuri Alvear          | Laura Vargas-Koch    | Kim Polling Kim Seong-yeon         |
| 2014    | Yuri Alvear          | Karen Nun-Ira        | Onix Cortés Aldama Katarzyna Kłys  |
| 2015    | Gévrise Émane        | María Bernabéu       | Yuri Alvear Fanny-Estelle Posvite  |
| 2017    | Chizuru Arai         | María Pérez          | Yuri Alvear María Bernabéu         |
| 2018    | Chizuru Arai         | Marie-Eve Gahié      | Yuri Alvear Yoko Ono               |
| 2019    | Marie-Ève Gahié      | Bárbara Timo         | Sally Conway Margaux Pinot         |
| 2021    | Barbara Matić        | Yoko Ono             | Sanne van Dijke Michaela Polleres  |
| 2022    | Barbara Matić        | Lara Cvjetko         | Saki Niizoe Sanne van Dijke        |
| 2023    | Saki Niizoe          | Giovanna Scoccimarro | Michaela Polleres Barbara Matić    |

## Poids mi-lourds
Depuis 1999, la catégorie des poids mi-lourds est réservée aux moins de 78 kg. Avant cela, de 1980 à 1997, seules les moins de 72 kg pouvaient participer.
| Édition | Or                | Argent            | Bronze                                 |
| ------- | ----------------- | ----------------- | -------------------------------------- |
| 1980    | Jocelyne Triadou  | Barbara Classen   | Avril Malley Jolanda van Meggelen      |
| 1982    | Barbara Classen   | Ingrid Berghmans  | Karin Posch Jocelyne Triadou           |
| 1984    | Ingrid Berghmans  | Barbara Classen   | Anita Staps Véronique Vigneron         |
| 1986    | Irene de Kok      | Ingrid Berghmans  | Barbara Classen Aixiang Liu            |
| 1987    | Irene de Kok      | Ingrid Berghmans  | Barbara Classen Yoko Tanabe            |
| 1989    | Ingrid Berghmans  | Yoko Tanabe       | Aline Batailler Wu Weifeng             |
| 1991    | Mi Jung Kim       | Yoko Tanabe       | Laetitia Meignan Marion van Dorssen    |
| 1993    | Chun Hui Leng     | Kate Howey        | Victoria Kazounina Mi Jung Kim         |
| 1995    | Diadenis Luna     | Ulla Werbrouck    | Tatiana Beliaeva Yoko Tanabe           |
| 1997    | Noriko Anno       | Diadenis Luna     | Edinanci Silva Ulla Werbrouck          |
| 1999    | Noriko Anno       | Yin Yufeng        | Céline Lebrun Diadenis Luna            |
| 2001    | Noriko Anno       | Yurisel Laborde   | Céline Lebrun So Yeon Lee              |
| 2003    | Noriko Anno       | Yurisel Laborde   | Esther San Miguel Claudia Zwiers       |
| 2005    | Yurisel Laborde   | Sae Nakazawa      | Céline Lebrun Claudia Zwiers           |
| 2007    | Yurisel Laborde   | Sae Nakazawa      | Stéphanie Possamaï Kyung-Mi Jung       |
| 2009    | Marhinde Verkerk  | Maryna Pryshchepa | Sun Yi Heide Wollert                   |
| 2010    | Kayla Harrison    | Mayra Aguiar      | Akari Ogata Yang Xiuli                 |
| 2011    | Audrey Tcheuméo   | Akari Ogata       | Mayra Aguiar Kayla Harrison            |
| 2013    | Sol Kyong         | Marhinde Verkerk  | Mayra Aguiar Audrey Tcheuméo           |
| 2014    | Mayra Aguiar      | Audrey Tcheuméo   | Kayla Harrison Anamari Velenšek        |
| 2015    | Mami Umeki        | Anamari Velenšek  | Luise Malzahn Marhinde Verkerk         |
| 2017    | Mayra Aguiar      | Mami Umeki        | Kaliema Antomarchi Natalie Powell      |
| 2018    | Shori Hamada      | Guusje Steenhuis  | Marhinde Verkerk Aleksandra Babintseva |
| 2019    | Madeleine Malonga | Shori Hamada      | Loriana Kuka Mayra Aguiar              |
| 2021    | Anna-Maria Wagner | Madeleine Malonga | Mami Umeki Guusje Steenhuis            |
| 2022    | Mayra Aguiar      | Ma Zhenzhao       | Yelyzaveta Lytvynenko Beata Pacut      |
| 2023    | Inbar Lanir       | Audrey Tcheuméo   | Guusje Steenhuis Alice Bellandi        |

## Poids lourds
Depuis 1999, la catégorie des poids lourds est réservée aux plus de 78 kg. Avant cela, de 1980 à 1997, seules les plus de 72 kg pouvaient participer.
| Édition | Or                 | Argent                | Bronze                                  |
| ------- | ------------------ | --------------------- | --------------------------------------- |
| 1980    | Margherita de Cal  | Paulette Fouillet     | Ingrid Berghmans Christiane Kieburg     |
| 1982    | Natalina Lupino    | Margaret Castro       | Maria Teresa Motta Marjolein Van Unen   |
| 1984    | Maria Teresa Motta | Fenglian Gao          | Margaret Castro Marjolein Van Unen      |
| 1986    | Fenglian Gao       | Marjolein Van Unen    | Isabelle Paque Nilmari Santini          |
| 1987    | Fenglian Gao       | Regina Sigmund        | Margaret Castro Angelique Seriese       |
| 1989    | Fenglian Gao       | Regina Sigmund        | Natalina Lupino Beata Maksymow          |
| 1991    | Ji-Yoon Moon       | Yin Zhang             | Beata Maksymow Monique van der Lee      |
| 1993    | Johanna Hagn       | Noriko Anno           | Svetlana Goudarenko Monique van der Lee |
| 1995    | Angelique Seriese  | Yin Zhang             | Daima Beltrán Hyun Me Shon              |
| 1997    | Christine Cicot    | Miho Ninomiya         | Beata Maksymow Fuming Sun               |
| 1999    | Beata Maksymow     | Yuan Hua              | Karina Bryant Miho Ninomiya             |
| 2001    | Hua Yuan           | Midori Shintani       | Daima Beltrán Sandra Köppen             |
| 2003    | Fuming Sun         | Maki Tsukada          | Karina Bryant Tea Dongouzachvili        |
| 2005    | Tong Wen           | Karina Bryant         | Anne-Sophie Mondière Maki Tsukada       |
| 2007    | Tong Wen           | Maki Tsukada          | Sandra Köppen Carola Uilenhoed          |
| 2009    | Tong Wen           | Karina Bryant         | Idalys Ortíz Maki Tsukada               |
| 2010    | Mika Sugimoto      | Qin Qian              | Maki Tsukada Idalys Ortíz               |
| 2011    | Tong Wen           | Qin Qian              | Ielena Ivachtchenko Mika Sugimoto       |
| 2013    | Idalys Ortíz       | Maria Suelen Altheman | Lee Jung-eun Megumi Tachimoto           |
| 2014    | Idalys Ortíz       | Maria Suelen Altheman | Émilie Andéol Megumi Tachimoto          |
| 2015    | Yu Song            | Megumi Tachimoto      | Idalys Ortíz Kanae Yamabe               |
| 2017    | Yu Song            | Sarah Asahina         | Kim Min-jeong Iryna Kindzerska          |
| 2018    | Sarah Asahina      | Idalys Ortiz          | Larisa Cerić Kayra Sayit                |
| 2019    | Akira Sone         | Idalys Ortiz          | Kayra Sayit Sarah Asahina               |
| 2021    | Sarah Asahina      | Wakaba Tomita         | Beatriz Souza Maria Suelen Altheman     |
| 2022    | Romane Dicko       | Beatriz Souza         | Wakaba Tomita Julia Tolofua             |
| 2023    | Akira Sone         | Julia Tolofua         | Beatriz Souza Raz Hershko               |

## Toutes catégories
Sans aucune restriction de poids, toutes les judokates peuvent participer à l'épreuve open ou toutes catégories, ce depuis la première édition en 1980.
| Édition | Or                          | Argent                      | Bronze                                     |
| ------- | --------------------------- | --------------------------- | ------------------------------------------ |
| 1980    | Ingrid Berghmans            | Paulette Fouillet           | Barbara Classen Barbara Fest               |
| 1982    | Ingrid Berghmans            | Hiromi Tateishi             | Regina Sigmund Jocelyne Triadou            |
| 1984    | Ingrid Berghmans            | Marjolein Van Unen          | Fenglian Gao Natalina Lupino               |
| 1986    | Ingrid Berghmans            | Jinlin Li                   | Karin Kutz Laetitia Meignan                |
| 1987    | Fenglian Gao                | Ingrid Berghmans            | Karin Kutz Isabelle Paque                  |
| 1989    | Estela Rodriguez Villanueva | Sharon Lee                  | Yoko Tanabe Yin Zhang                      |
| 1991    | Xiaoyan Zhuang              | Estela Rodriguez Villanueva | Natalina Lupino Claudia Weber              |
| 1993    | Beata Maksymow              | Angelique Seriese           | Ji-Yoon Moon Yin Zhang                     |
| 1995    | Monique van der Lee         | Fuming Sun                  | Hyun Kyung Lee Estela Rodriguez Villanueva |
| 1997    | Daima Beltrán               | Raquel Barrientos           | Miho Ninomiya Hua Yuan                     |
| 1999    | Daima Beltrán               | Miho Ninomiya               | Tsvetana Bojilova Sook Ie Choi             |
| 2001    | Céline Lebrun               | Karina Bryant               | Catarina Rodrigues Tong Wen                |
| 2003    | Tong Wen                    | Karina Bryant               | Daima Beltrán Mara Kovačević               |
| 2005    | Midori Shintani             | Karina Bryant               | Anne-Sophie Mondière Carola Uilenhoed      |
| 2007    | Maki Tsukada                | Lucija Polavder             | Anne-Sophie Mondière Ielena Ivachtchenko   |
| 2008    | Tong Wen                    | Ielena Ivachtchenko         | Megumi Tachimoto Mika Sugimoto             |
| 2010    | Mika Sugimoto               | Qin Qian                    | Megumi Tachimoto Tea Dongouzachvili        |
| 2011    | Tong Wen                    | Tea Dongouzachvili          | Nanami Hashiguchi Mika Sugimoto            |

## Sources
- (en) Judoinside.com